# Bhisho
Bhisho (bis 2004 Bisho, Xhosa für ‚Büffel‘) ist eine Stadt in Südafrika und die Hauptstadt der Provinz Ostkap. Sie gehört zur Metropolgemeinde Buffalo City. 2011 hatte die Stadt 11.192 Einwohner. Bhisho liegt 435 Meter über dem Meeresspiegel. Die Stadt ist nach dem Fluss, der durch die Stadt fließt, benannt und wird hauptsächlich von Xhosa und Mfengu bewohnt. Sie liegt in der Nähe der Hafenstadt East London und nördlich der ehemaligen Provinzhauptstadt King William’s Town.

## Geschichte
Die Stadt war bis 1994 die Hauptstadt des ehemaligen formal unabhängigen Homeland Ciskei. Am 7. September 1992 protestierte eine große Menschenmenge für die Eingliederung des Homelands in die Republik Südafrika und den Rücktritt des Ciskei-Präsidenten. Soldaten der Ciskei Defence Force erschossen dabei 28 Demonstranten. Das Ereignis ist als Massaker von Bisho bekannt.

## Söhne und Töchter
- Dabula Anthony Mpako (* 1959), katholischer Geistlicher, Erzbischof von Pretoria und Militärbischof von Südafrika